# Chrissie White
Chrissie White, nata Ada Constance White  (Londra, 23 maggio 1895 – Hollywood, 18 agosto 1989), è stata un'attrice britannica.
Iniziò a recitare come attrice bambina in una popolare serie di cortometraggi in coppia con Alma Taylor, diventando quindi una delle attrici più note e amate del Regno Unito all'epoca del cinema muto. Era sposata con il regista e attore Henry Edwards accanto al quale apparve numerose volte sullo schermo.

## Biografia
Chrissie White diventò popolare come attrice bambina recitando in una serie di comiche prodotte dalla Hepworth, cortometraggi che la vedevano comprimaria accanto ad Alma Taylor. Non è sicuro che la serie abbia avuto sempre le stesse interpreti, dato che all'epoca gli attori non erano menzionati se non con i nomi dei loro personaggi, mentre gli ultimi episodi sono senz'altro interpretati dalle due ragazze. Le due attrici erano le preferite del produttore (e regista) Cecil Hepworth da quando, entrambe giovanissime, arrivarono nei suoi teatri di posa. Ad Alma Taylor fu affidato il ruolo di Tilly mentre Chrissie diventò per tutti solo Sally. Le due terribili ragazzine, sullo schermo, ne combinavano di tutti i colori, divertendosi a mettere a soqquadro la vita più o meno pacifica degli altri abitanti del loro paese immaginario.
Il primo film girato da Chrissie White, allora tredicenne, fu For the Little Lady's Sake, diretto e interpretato da Lewin Fitzhamon. Un breve cortometraggio distribuito nel 1908. La giovane attrice ritornò sugli schermi anche l'anno dopo, diventando una presenza fissa nel gruppo di attori che facevano parte della scuderia Hepworth. La prima comica con la coppia Tilly&Sally apparve nel 1910. Nella sua carriera, Chrissie White apparve in oltre centottanta pellicole, gran parte delle quali sono andate perdute. La perdita senz'altro più grave la si deve proprio a Cecil Hepworth che, con la compagnia fallita e senza altre risorse, si trovò in una situazione tale che lo portò a distruggere le pellicole in nitrato dei suoi film per poterne recuperare l'argento.

## Vita privata
Nel 1922, Chrissie White si sposò con l'attore Claude Whitten. Dopo questo primo matrimonio, sposò nel 1922 un altro attore, Henry Edwards, noto anche come regista. I due avevano lavorato spesso insieme. Dalla loro unione nel 1926 nacque una figlia, Henrietta Edwards, che sarebbe diventata anche lei attrice. Chrissie White rimase vedova di Edwards nel 1952. L'attrice morì nel 1989, all'età di 94 anni, a Hollywood. Venne sepolta al Westwood Memorial Park.

## Filmografia
La filmografia - basata su IMDb - è completa. Quando manca il nome del regista, questo non viene riportato nei titoli

### Attrice
- For the Little Lady's Sake, regia di Lewin Fitzhamon – cortometraggio (1908)
- The Cabman's Good Fairy, regia di Lewin Fitzhamon – cortometraggio (1909)
- The Little Milliner and the Thief, regia di Lewin Fitzhamon – cortometraggio (1909)
- The Jewel Thieves, regia di Lewin Fitzhamon – cortometraggio (1909)
- The Girl Who Joined the Bushrangers, regia di Lewin Fitzhamon – cortometraggio (1909)
- Over the Garden Wall, regia di Lewin Fitzhamon – cortometraggio (1910)
- Tilly the Tomboy Visits the Poor, regia di Lewin Fitzhamon – cortometraggio (1910)
- Tilly the Tomboy Goes Boating, regia di Lewin Fitzhamon – cortometraggio (1910)
- Tilly the Tomboy Buys Linoleum, regia di Lewin Fitzhamon – cortometraggio (1910)
- The Sheriff's Daughter, regia di Lewin Fitzhamon – cortometraggio (1910)
- Mr. Poorluck Buys Some China, regia di Lewin Fitzhamon – cortometraggio (1911)
- When Tilly's Uncle Flirted, regia di Lewin Fitzhamon – cortometraggio (1911)
- Tilly's Party, regia di Lewin Fitzhamon – cortometraggio (1911)
- A Sprained Ankle, regia di Lewin Fitzhamon – cortometraggio (1911)
- Tilly at the Seaside, regia di Lewin Fitzhamon – cortometraggio (1911)
- Tilly - Matchmaker, regia di Lewin Fitzhamon – cortometraggio (1911)
- Gipsy Nan, regia di Lewin Fitzhamon – cortometraggio (1911)
- Tilly and the Morman Missionary, regia di Lewin Fitzhamon – cortometraggio (1911)
- Wealthy Brother John, regia di Bert Haldane – cortometraggio (1911)
- Tilly and the Fire Engines, regia di Lewin Fitzhamon – cortometraggio (1911)
- Janet's Flirtation, regia di Lewin Fitzhamon – cortometraggio (1911)
- The Fireman's Daughter, regia di Lewin Fitzhamon – cortometraggio (1911)
- The Reclamation of Snarky, regia di Bert Haldane – cortometraggio (1911)
- The Greatest of These, regia di Lewin Fitzhamon – cortometraggio (1911)
- In Jest and Earnest, regia di Lewin Fitzhamon – cortometraggio (1911)
- Tilly and the Smugglers, regia di Lewin Fitzhamon – cortometraggio (1911)
- The Mermaid, regia di Lewin Fitzhamon – cortometraggio (1912)
- Her Only Pal, regia di Lewin Fitzhamon – cortometraggio (1912)
- A Curate's Love Story, regia di Lewin Fitzhamon – cortometraggio (1912)
- Tilly and the Dogs, regia di Frank Wilson – cortometraggio (1912)
- The Deception, regia di Bert Haldane – cortometraggio (1912)
- Tilly Works for a Living, regia di Frank Wilson – cortometraggio (1912)
- Her 'Mail' Parent, regia di Hay Plumb – cortometraggio (1912)
- A Man and a Serving Maid, regia di Hay Plumb – cortometraggio (1912)
- The Unmasking of Maud, regia di Hay Plumb – cortometraggio (1912)
- Tilly in a Boarding House, regia di Hay Plumb – cortometraggio (1912)
- Love in a Laundry, regia di Frank Wilson – cortometraggio (1912)
- The Luck of the Red Lion, regia di Hay Plumb – cortometraggio (1912)
- Plot and Pash, regia di Hay Plumb – cortometraggio (1912)
- A Bold Venture, regia di Warwick Buckland – cortometraggio (1912)
- A Harlequinade Let Loose, regia di Hay Plumb – cortometraggio (1912)
- The Lieutenant's Bride, regia di Bert Haldane – cortometraggio (1912)
- The Blind Man's Dog, regia di Lewin Fitzhamon – cortometraggio (1912)
- The Real Thing, regia di Hay Plumb – cortometraggio (1913)
- The Curate's Bride, regia di Hay Plumb – cortometraggio (1913)
- Love and a Burglar, regia di Hay Plumb – cortometraggio (1913)
- At the Foot of the Scaffold, regia di Warwick Buckland – cortometraggio (1913)
- The Defective Detective, regia di Hay Plumb – cortometraggio (1913)
- Drake's Love Story, regia di Hay Plumb – cortometraggio (1913)
- Deceivers Both, regia di Hay Plumb – cortometraggio (1913)
- Blood and Bosh, regia di Hay Plumb – cortometraggio (1913)
- Held for Ransom, regia di Frank Wilson – cortometraggio (1913)
- The Mysterious Philanthropist, regia di Warwick Buckland – cortometraggio (1913)
- All's Fair, regia di Hay Plumb – cortometraggio (1913)
- Tilly's Breaking-Up Party, regia di Frank Wilson – cortometraggio (1913)
- The Man or His Money, regia di Warwick Buckland – cortometraggio (1913)
- Her Crowning Glory, regia di Warwick Buckland – cortometraggio (1913)
- Captain Jack V.C., regia di Hay Plumb – cortometraggio (1913)
- The Promise, regia di Warwick Buckland – cortometraggio (1913)
- The Inevitable, regia di Frank Wilson – cortometraggio (1913)
- The Dogs and the Desperado, regia di Frank Wilson – cortometraggio (1913)
- Peter's Little Picnic, regia di Hay Plumb – cortometraggio (1913)
- The Red Light, regia di Warwick Buckland – cortometraggio (1913)
- The Old Nuisance, regia di Hay Plumb – cortometraggio (1913)
- Lieutenant Pie's Love Story, regia di Hay Plumb – cortometraggio (1913)
- Dr. Trimball's Verdict, regia di Frank Wilson – cortometraggio (1913)
- Kissing Cup, regia di Jack Hulcup – cortometraggio (1913)
- The Vicar of Wakefield, regia di Frank Wilson – cortometraggio (1913)
- One Fair Daughter, regia di Warwick Buckland – cortometraggio (1913)
- For the Honor of the House regia di Warwick Buckland – cortometraggio (1913)
- A Damp Deed, regia di Hay Plumb – cortometraggio (1913)
- For Marion's Sake, regia di Warwick Buckland – cortometraggio (1913)
- Shadows of a Great City, regia di Frank Wilson (1913)
- For Such Is the Kingdom of Heaven, regia di Warwick Buckland – cortometraggio (1913)
- David Garrick, regia di Hay Plumb (1913)
- A Misleading Miss, regia di Hay Plumb – cortometraggio (1914)
- The Sneeze, regia di Hay Plumb – cortometraggio (1914)
- The Curtain, regia di Warwick Buckland – cortometraggio (1914)
- Judged by Appearances, regia di Hay Plumb – cortometraggio (1914)
- Two of a Kind, regia di Hay Plumb – cortometraggio (1914)
- The Girl Who Played the Game, regia di Warwick Buckland – cortometraggio (1914)
- The Girl Who Lived in Straight Street, regia di Warwick Buckland – cortometraggio (1914)
- The Breaking Point regia di Frank Wilson – cortometraggio (1914)
- Only a Flower Girl, regia di Warwick Buckland – cortometraggio (1914)
- Dr. Fenton's Ordeal, regia di Frank Wilson – cortometraggio (1914)
- Rhubarb and Rascals, regia di Hay Plumb – cortometraggio (1914)
- A Knight of the Road, regia di Warwick Buckland – cortometraggio (1914)
- Lucky Jim, regia di Frank Wilson – cortometraggio (1914)
- Simpkins Gets a War Scare, regia di Frank Wilson – cortometraggio (1914)
- The Unseen Witness, regia di Frank Wilson – cortometraggio (1914)
- Wildflower, regia di Warwick Buckland – cortometraggio (1914)
- Time the Great Healer, regia di Cecil M. Hepworth – cortometraggio (1914)
- The Pet of the Regiment, regia di Frank Wilson – cortometraggio (1914)
- Pals – cortometraggio (1914)
- Tilly at the Football Match, regia di Hay Plumb – cortometraggio (1914)
- The Lie, regia di Frank Wilson – cortometraggio (1914)
- The Basilisk, regia di Cecil M. Hepworth – cortometraggio (1914)
- John Linworth's Atonement, regia di Frank Wilson – cortometraggio (1914)
- Getting His Own Back, regia di Hay Plumb – cortometraggio (1914)
- Despised and Rejected, regia di Frank Wilson – cortometraggio (1914)
- The Painted Lady Betty, regia di Frank Wilson – cortometraggio (1915)
- The Man with the Scar, regia di Frank Wilson – cortometraggio (1915)
- The Little Mother, regia di Warwick Buckland – cortometraggio (1915)
- Coward!, regia di Frank Wilson – cortometraggio (1915)
- Barnaby Rudge, regia di Cecil Hepworth e Thomas Bentley (1915)
- A Losing Game, regia di Hay Plumb – cortometraggio (1915)
- The Confession, regia di Frank Wilson – cortometraggio (1915)
- Schoolgirl Rebels, regia di Frank Wilson – cortometraggio (1915)
- Cock o' the Walk, regia di Hay Plumb – cortometraggio (1915)
- Tilly and the Nut, regia di Frank Wilson – cortometraggio (1915)
- They're All After Flo, regia di Frank Wilson – cortometraggio (1915)
- Sister Susie's Sewing Shirts for Soldiers, regia di Harry Buss – cortometraggio (1915)
- One Good Turn, regia di Frank Wilson – cortometraggio (1915)
- Marmaduke and His Angel, regia di Frank Wilson – cortometraggio (1915)
- Phyllis and the Foreigner, regia di Frank Wilson – cortometraggio (1915)
- The Incorruptible Crown, regia di Frank Wilson – cortometraggio (1915)
- Behind the Curtain, regia di Frank Wilson – cortometraggio (1915)
- Miss Deceit, regia di Frank Wilson – cortometraggio (1915)
- The Sweater, regia di Frank Wilson – cortometraggio (1915)
- The Second String, regia di Frank Wilson – cortometraggio (1915)
- The Man Who Stayed at Home, regia di Cecil M. Hepworth (1915)
- Her Boy, regia di Frank Wilson (1915)
- Wife the Weaker Vessel, regia di Frank Wilson – cortometraggio (1915)
- Sweet Lavender, regia di Cecil M. Hepworth (1915)
- The White Hope, regia di Frank Wilson (1915)
- The Recalling of John Grey, regia di Frank Wilson – cortometraggio (1915)
- The Nightbirds of London, regia di Frank Wilson (1915)
- As the Sun Went Down, regia di Frank Wilson – cortometraggio (1915)
- Who's Your Friend?, regia di Frank Wilson – cortometraggio (1916)
- Miggles' Maid, regia di Frank Wilson – cortometraggio (1916)
- Face to Face, regia di Frank Wilson – cortometraggio (1916)
- A Bunch of Violets, regia di Frank Wilson (1916)
- The White Boys, regia di Frank Wilson (1916)
- Sowing the Wind, regia di Cecil M. Hepworth (1916)
- Partners, regia di Frank Wilson – cortometraggio (1916)
- Tubby's Typewriter, regia di Frank Wilson – cortometraggio (1916)
- Tubby's Spanish Girls, regia di Frank Wilson – cortometraggio (1916)
- Tubby's Rest Cure, regia di Frank Wilson – cortometraggio (1916)
- Tubby's Good Work, regia di Frank Wilson – cortometraggio (1916)
- Tubby's Bungle-Oh!, regia di Frank Wilson – cortometraggio (1916)
- Comin' Thro' the Rye, regia di Cecil M. Hepworth (1916)
- Molly Bawn, regia di Cecil M. Hepworth (1916)
- Her Marriage Lines, regia di Frank Wilson (1917)
- The Man Behind 'The Times',  regia di Frank Wilson (1917)
- The Eternal Triangle, regia di Frank Wilson (1917)
- The Countess of Summacount, regia di Frank Wilson – cortometraggio (1917)
- Neighbours, regia di Frank Wilson – cortometraggio (1917)
- Lollipops and Posies, regia di Frank Wilson – cortometraggio (1917)
- Carrots, regia di Frank Wilson (1917)
- A Grain of Sand, regia di Frank Wilson – cortometraggio (1917)
- Daughter of the Wilds, regia di Frank Wilson (1917)
- The Joke That Failed, regia di Frank Wilson – cortometraggio (1917)
- The Failure, regia di Henry Edwards (1917)
- The Blindness of Fortune, regia di Frank Wilson (1917)
- Broken Threads, regia di Henry Edwards (1917)
- The Hanging Judge, regia di Henry Edwards (1918)
- What's the Use of Grumbling, regia di Henry Edwards – cortometraggio (1918)
- The Secret, regia di Henry Edwards – cortometraggio (1918)
- The Poet's Windfall, regia di Henry Edwards – cortometraggio (1918)
- The Message, regia di Henry Edwards – cortometraggio (1918)
- The Inevitable, regia di Henry Edwards – cortometraggio (1918)
- Her Savings Saved, regia di Henry Edwards – cortometraggio (1918)
- Anna, regia di Henry Edwards – cortometraggio (1918)
- Against the Grain, regia di Henry Edwards – cortometraggio (1918)
- The Refugee, regia di Cecil M. Hepworth – cortometraggio (1918)
- Towards the Light, regia di Henry Edwards (1918)
- His Dearest Possession, regia di Henry Edwards (1919)
- Broken in the Wars, regia di Cecil M. Hepworth – cortometraggio (1919)
- The Kinsman, regia di Henry Edwards (1919)
- Possession, regia di Henry Edwards (1919)
- The City of Beautiful Nonsense, regia di Henry Edwards (1919)
- A Temporary Vagabond, regia di Henry Edwards (1920)
- Aylwin, regia di Henry Edwards  (1920)
- The Amazing Quest of Mr. Ernest Bliss, regia di Henry Edwards - serial  (1920)
- John Forrest Finds Himself, regia di Henry Edwards (1920)
- The Lunatic at Large, regia di Henry Edwards  (1921)
- Wild Heather, regia di Cecil M. Hepworth  (1921)
- The Bargain, regia di Henry Edwards  (1921)
- Tit for Tat, regia di Henry Edwards (1921)
- Simple Simon, regia di Henry Edwards (1922)
- Lily of the Alley, regia di Henry Edwards (1923)
- Boden's Boy, regia di Henry Edwards (1923)
- The Naked Man, regia di Henry Edwards (1923)
- The World of Wonderful Reality, regia di Henry Edwards (1924)
- Call of the Sea, regia di Leslie S. Hiscott (1930)
- General John Regan, regia di Henry Edwards (1933)

### Film o documentari dove appare
- Yesterday's Witness – serie TV  intervista (1969)
- Cinema Europe: The Other Hollywood – miniserie TV (1995)
- Silent Britain –  film documentario TV (2006)